# Стон (округ, Миссисипи)
Округ Стон (англ. Stone County) — округ штата Миссисипи, США. Население округа на 2000 год составляло 13622 человек. Административный центр округа — город Уиггинс.

## История
Округ Стон основан в 1916 году.

## География
Округ занимает площадь 1152,5 км².

## Демография
Согласно переписи населения 2000 года, в округе Стон проживало 13622 человек (данные Бюро переписи населения США). Плотность населения составляла 11.8 человек на квадратный километр.